# 10018 Lykawka
10018 Lykawka è un asteroide della fascia principale. Scoperto nel 1979, presenta un'orbita caratterizzata da un semiasse maggiore pari a 3,0987261 UA e da un'eccentricità di 0,1343591, inclinata di 1,67059° rispetto all'eclittica.